# 姚碩徳
姚 碩徳（よう せきとく、生没年不詳）は、五胡十六国時代後秦の軍人。南安郡赤亭（現在の甘粛省定西市隴西県）の人。羌族の部族長の姚弋仲の子で、後秦の創建者の姚萇の同母弟である。後秦の西方への領域拡大に多大な功績をあげた。

## 生涯
386年、後秦皇帝の姚萇が安定にやってくると、隴上で部族を率いていた姚碩徳は、この動きに呼応して挙兵した。征西将軍を自称して冀城に拠り、一族の姚訓を安西将軍として赤亭に、姚襄の孫の姚詳を安遠将軍として隴城に拠って、前秦の秦州刺史王統及び河州刺史毛興と対峙した。
7月、姚萇の要請 により、合流して王統を攻撃した。やがて、天水・略陽近辺からの加勢もあり、情勢は後秦側に優位に傾いた。
9月、王統は後秦に降伏した。 姚萇は姚碩徳を都督隴右諸軍事・征西将軍・秦州刺史・領護羌校尉として上邽に鎮守させた。
10月、前秦の征西大将軍苻登が秦州に攻め寄せ、姚萇自ら救援に向かった。前秦軍は胡奴阜にて大勝利を収め、後秦軍は姚萇が重傷を負って上邽に退くほどの大敗だった。その後、姚碩徳が代わって、残存した軍を指揮した。
387年4月、後仇池の龍驤将軍楊定に迫られ、涇陽まで退いた。前秦の大司馬苻纂と楊定と戦い、大敗を喫したが、姚萇自らの救援により事なきを得た。
389年8月、大界の戦いで前秦軍に大勝利した姚萇は、姚碩徳を安定に鎮守させた。
9月、姚萇は姚碩徳に秦州内の守将を選ばせ、防備を固めさせた。
391年5月、姚萇が馬頭原で前秦皇帝・苻登に敗れた後、再戦を挑もうとした。姚碩徳は「陛下は常に軽戦を慎んで、計をもって戦っていたのに、敗れて再び敵に迫るとはどういうことですか」と問うた。姚萇は「苻登は用兵に長じていない。そんなヤツが今、軽兵を率いて東に拠ったということは、必ずや苟曜との連係を謀っているのだろう。ヤツらが合流する前に破るのだ」と再戦の意義を答えた。軍を率いた姚碩徳は苻登軍と激戦の末、大勝して苻登軍を撤退させた。
392年3月、姚萇は病に倒れた。姚萇の指示により、李潤に鎮守した。
393年12月、姚萇が亡くなり、長男の姚興が後継となった。姚興の指示により、陰密に鎮守した。配下の者から、姚興に殺されることを危惧して、秦州に拠って事態を観望することを勧められるが、これを容れず、姚興のもとに赴いた。姚興は姚碩徳を丁重に遇した。
395年、姚興が皇帝に即位すると隴西王とされた。
396年、後秦に背き、秦州刺史を自称して上邽に拠った姜乳討伐を行った。やがて姜乳は衆を率いて姚碩徳に降った。その後、秦州刺史・領護東羌校尉として上邽に鎮した。
後秦に背いた強煕と権千成が3万の兵で上邽を囲んだが、これを撃破した。強煕は東晋に降伏して、権千成は姚碩徳の追撃を受けて降伏した。洛城で金豹を破った。
399年、姚興が皇帝から天王を称すると、王爵を辞退したが許されず、改めて固く辞退してようやく許され、鎮西大将軍・隴西公とされた。
400年5月、姚碩徳は征西大将軍として5万の兵を率いて、南安から西秦領内に侵攻した。
7月、西秦側によって、補給路を断たれた後秦軍は危機に陥った。秘かに姚興自ら援軍に赴き、姚碩徳軍と合わせて西秦軍を大破した。
西秦側は降伏が相次ぎ、西秦王乞伏乾帰は南涼への亡命を経て、後秦の都の常安に赴いて降伏した。これによって西秦は一時、滅亡した。
401年5月、後涼の臣の焦朗は姚碩徳に使者を遣わし、後涼の討伐を訴えた。姚碩徳は姚興に内容を伝え、後涼討伐を進言した。姚興はこれを容れ、姚碩徳は6万の兵を率いて、後涼領内に侵攻した。先に降伏した乞伏乾帰も7千の兵を率いて参戦した。南涼王禿髪利鹿孤は戦闘を避けるため道を開けたので、後秦軍は容易に進軍することができた。
7月、後秦軍は後涼の都の姑臧まで進軍した。後涼軍も抗戦するが、姚碩徳は次々とこれに大勝した。やがて後涼軍に降伏者が出始めた。姚碩徳は姑臧を囲んで長期戦の構えをとった。西涼公李暠・南涼王禿髪利鹿孤・北涼王沮渠蒙遜らは使者を遣わして、後秦に服属を申し出た。
9月、後涼王呂隆は後秦に降伏した。姚碩徳は呂隆を使持節・鎮西大将軍・涼州刺史・建康公とするよう奏上して容れられた。常安に戻る際、高僧で名高い鳩摩羅什を連れ帰った。
405年6月、3万の兵を率いて後仇池討伐にあたった。
7月、後秦軍は次々と勝利し、君主の楊盛は懼れて、子の楊難当及び配下の子弟数十人を人質として遣わし、後秦に降伏した。これを受けて、姚碩徳は後秦へ帰還した。
没年は不明だが、死後、太宰の位を贈られ、恭王と諡された。
412年、姚緒・姚旻・姚崇・尹緯らと共に姚萇の廟に配饗された。

## 人物・逸話
- 率いた私兵集団は『後秦最強の部曲』と称えられ、精強さを誇った。
- 姚萇死後、配下の者が姚興に殺されることを危惧して「公は威名が高く、部曲は最強であるため、必ず朝廷から猜疑の目を向けられましょう。秦州に奔って事勢を観望するべきです」と勧めた。姚碩徳はこれに答えて「太子は寛明な性格なので、理由なく疑うことなどあるまい。未だ苻登が滅びていないのに、互いに争うというのは敵を利するだけではないか。わしが死ぬことになっても、そのようなことはせぬ」と一蹴した。
- 姚興が領域内及び朝廷の文武諸官に対し、叔父の姚緒及び姚碩徳の名を犯してはならぬと布告を出して、特別な礼遇を尽くしていることを示した。
- 姚興は姚碩徳の権威が大きいことから、彼が小人に惑わされることを恐れ、特に清廉な人物を選んで補佐させた。
- 姚興は姚緒や姚碩徳に会う度に家族としての礼を尽くし、名ではなく字で呼んだ。
- 姚興は車馬服玩の類は全て姚緒や姚碩徳を優先して、自身はこれに次ぐものを用い、国家の大事に関しては二人に諮ってから行った。
- 姚碩徳が上邽から来朝すると、姚興は領域内に大赦を施行した。
- 姚碩徳が上邽に帰る際、姚興は途中まで見送ってから帰還した。
- 姚碩徳の軍は軍令が徹底されて、これを僅かたりとも違反する者なく、掠奪を行わなかったため、民衆らはこれを喜んだ。
- 姚碩徳は先賢を祀り、儒哲を礼遇したことから西方の人々はこれをよろこんだ。

## 家庭

### 父
- 姚弋仲

### 兄弟
- 姚益
- 姚若
- 姚襄
- 姚萇
- 姚緒
- 姚尹買
- 姚旻
- 姚晃
- 姚紹
- 姚靖